# Karschia
Karschia es un género de arácnido  del orden Solifugae de la familia Karschiidae.

## Especies
Las especies de este género son:
- Karschia (Karschia) Walter, 1889
  - Karschia badkhyzica Gromov, 1998
  - Karschia birulae Roewer 1934
  - Karschia caucasica (L. Koch, 1878)
  - Karschia cornifera Walter, 1889
  - Karschia gurkoi Gromov,, 2004
  - Karschia kiritshenkoi Birula 1923
  - Karschia koenigi Birula, 1922
  - Karschia kononenkoi Gromov, 2004
  - Karschia kopetdaghica Gromov, 1998
  - Karschia kurdistanica Birula, 1935
  - Karschia mangistauensis Gromov, 1993
  - Karschia mastigofera Birula, 1890
  - Karschia mongolica Roewer, 1933
  - Karschia nubigena Lawrence, 1954
  - Karschia persica Kraepelin, 1899
  - Karschia tarimina Roewer, 1933
  - Karschia tibetana Hirst, 1907
  - Karschia tienschanica Roewer, 1933
- Karschia (Rhinokarschia) Birula, 1935
  - Karschia borszcevskii Birula, 1935
  - Karschia gobiensis Gromov, 2004
  - Karschia kaznakovi Birula, 1922
  - Karschia nasuta Kraepelin, 1899
  - Karschia pedaschenkoi Birula, 1922
  - Karschia rhinoceros Birula, 1922
  - Karschia tadzhika Gromov, 2004
  - Karschia zarudnyi Birula, 1922